# 中畑駅 (愛知県)
中畑駅（なかばたえき）は、かつて愛知県西尾市平坂町にあった名古屋鉄道三河線の駅（廃駅）である。

## 歴史
- 1926年（大正15年）9月1日：三河鉄道の大浜港（のちの碧南） - 神谷（のちの松木島）間開通に伴い開業[1]。
- 1941年（昭和16年）6月1日：三河鉄道が名古屋鉄道に合併。同社三河線の駅となる。
- 1959年（昭和34年）1月21日：貨物営業廃止[2]。
- 1966年（昭和41年）：無人化、駅舎撤去[3]。
- 1990年（平成2年）7月1日：碧南 - 吉良吉田間の電化設備廃止[4]。レールバス（キハ20形）の営業開始[4]。
- 2004年（平成16年）4月1日：廃止[1]。

## 駅構造
廃線前までは2両編成に対応した1面1線ホームのみの地上駅であった。
かつては島式1面2線のホームで北側に もうひとつホームがあったが、廃駅となってしばらくの後に更地化され、現在は駐車場となっている。

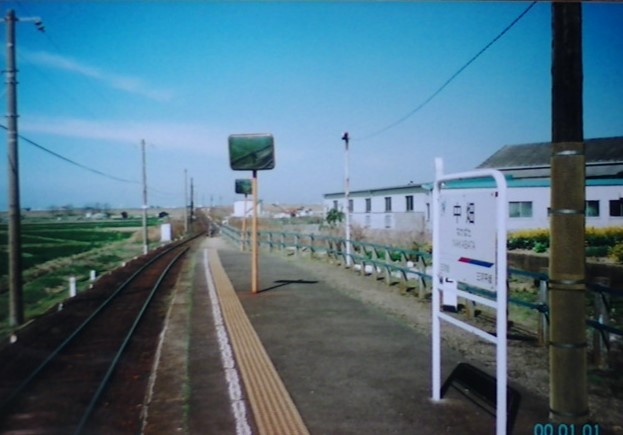
廃止前のホーム（2004年）
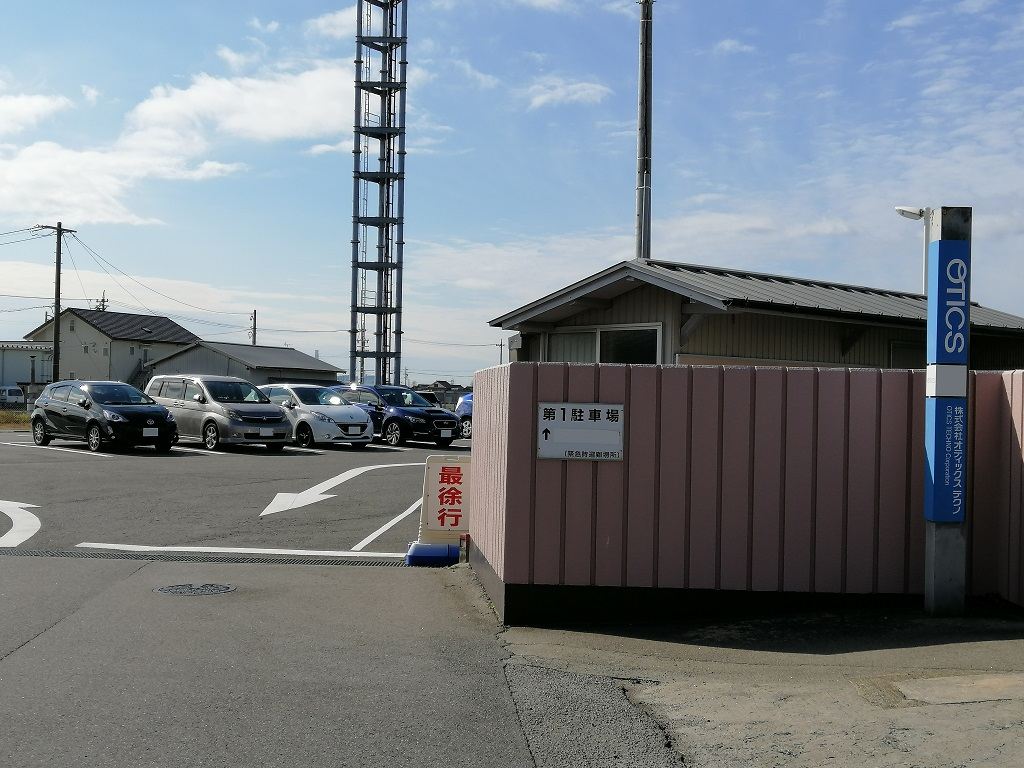
オティックス本社の駐車場になった駅跡

### 配線図
| ← 碧南方面 | 中畑駅 構内配線略図 | → 吉良吉田方面 |
| 凡例 出典: |                     |                |

## 利用状況
- 『名古屋鉄道百年史』によると1992年度当時の1日平均乗降人員は170人であり、この値は岐阜市内線均一運賃区間内各駅（岐阜市内線・田神線・美濃町線徹明町駅 - 琴塚駅間）を除く名鉄全駅（342駅）中323位、 三河線（38駅）中35位であった[7]。
- 『愛知統計年鑑』によると2003年度の乗車人員は1日平均49人であった[8]。2003年度までの1日平均乗車人員は下表の通り。

| 年度   | 1日平均 乗車人員 |
| ------ | ---------------- |
| 1998年 | 63               |
| 1999年 | 57               |
| 2000年 | 47               |
| 2001年 | 48               |
| 2002年 | 51               |
| 2003年 | 49               |

## 駅周辺
- オティックス 本社工場
- オティックス西尾 平坂工場、江口工場
- メイティックス
- エリコンバルザース 名古屋工場
- 平坂郵便局
- 愛知県道43号線
- 愛知県道303号線
- 愛知県道383号線

## バス路線
三河線の碧南 - 吉良吉田間の廃止に伴う代替バスとして、ふれんどバスが運行されている。なお、駅跡地付近にある同路線の停留所は「平坂郵便局前」である。この他、六万石くるりんバスの「中畑西」停留所が駅跡地付近に設けられている。

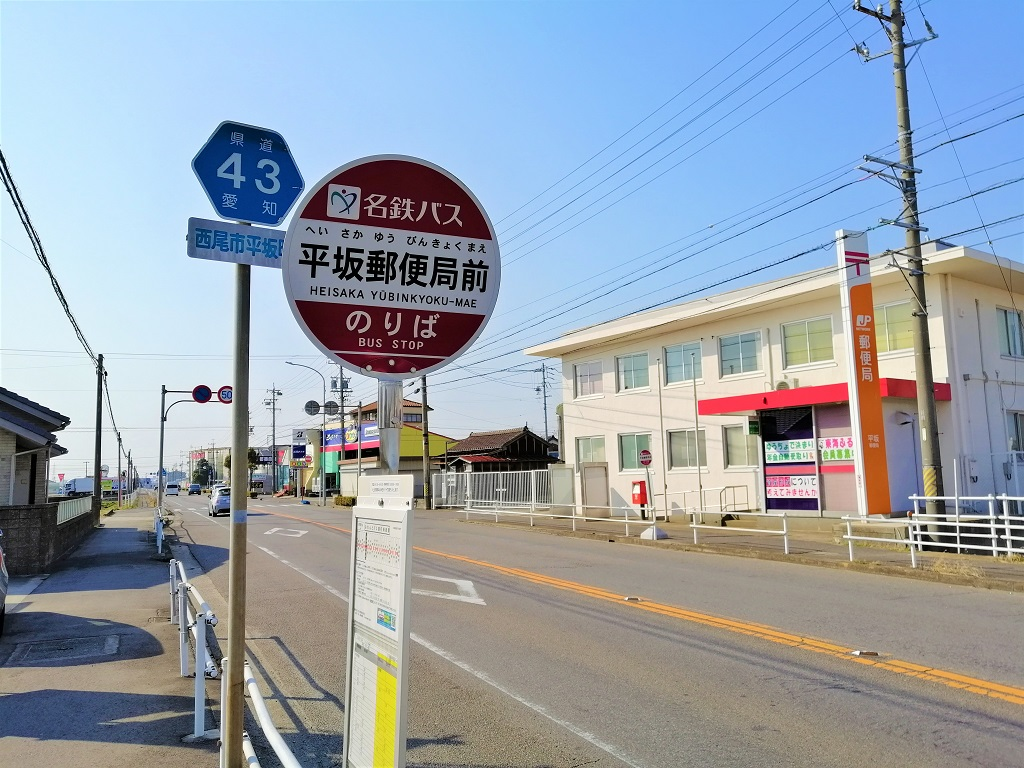
平坂郵便局前バス停

## 隣の駅
名古屋鉄道
三河線（廃止区間）
三河旭駅 - 中畑駅 - 三河平坂駅